# Te'alat Blaumilch
Te'alat Blaumilch è un film del 1969 diretto da Ephraim Kishon.